# Argentína az 1952. évi téli olimpiai játékokon
Argentína a norvégiai Oslóban megrendezett 1952. évi téli olimpiai játékok egyik részt vevő nemzete volt. Az országot az olimpián 2 sportágban 12 sportoló képviselte, akik érmet nem szereztek.

## Alpesisí
Férfi
| Versenyző           | Versenyszám      | 1. futam | 1. futam | 2. futam | 2. futam | Összesítés | Összesítés |
| Versenyző           | Versenyszám      | Idő      | Hely.    | Idő      | Hely.    | Idő        | Helyezés   |
| ------------------- | ---------------- | -------- | -------- | -------- | -------- | ---------- | ---------- |
| Aristeo Benavídez   | Lesiklás         |          |          |          |          | kizárták   | kizárták   |
| Gino de Pellegrín   | Lesiklás         |          |          |          |          | 4:02,0     | 70.        |
| Gino de Pellegrín   | Óriás-műlesiklás |          |          |          |          | 3:09,5     | 66.        |
| Carlos Eiras        | Lesiklás         |          |          |          |          | kizárták   | kizárták   |
| Otto Jung           | Lesiklás         |          |          |          |          | 3:34,9     | 62.        |
| Otto Jung           | Műlesiklás       | 1:21,7   | 67.      | kiesett  | kiesett  | kiesett    | kiesett    |
| Otto Jung           | Óriás-műlesiklás |          |          |          |          | 3:03,7     | 61.        |
| Pablo Rosenkjer     | Lesiklás         |          |          |          |          | 3:02,9     | 47.        |
| Pablo Rosenkjer     | Műlesiklás       | 1:23,3   | 70.      | kiesett  | kiesett  | kiesett    | kiesett    |
| Pablo Rosenkjer     | Óriás-műlesiklás |          |          |          |          | 2:55,9     | 49.*       |
| Francisco de Ridder | Műlesiklás       | 1:16,0   | 55.      | kiesett  | kiesett  | kiesett    | kiesett    |
| Luis de Ridder      | Lesiklás         |          |          |          |          | 3:01,8     | 46.        |
| Luis de Ridder      | Műlesiklás       | 1:21,0   | 64.      | kiesett  | kiesett  | kiesett    | kiesett    |
| Luis de Ridder      | Óriás-műlesiklás |          |          |          |          | 3:00,9     | 56.        |

Női
| Versenyző        | Versenyszám      | 1. futam | 1. futam | 2. futam | 2. futam | Összesítés | Összesítés |
| Versenyző        | Versenyszám      | Idő      | Hely.    | Idő      | Hely.    | Idő        | Helyezés   |
| ---------------- | ---------------- | -------- | -------- | -------- | -------- | ---------- | ---------- |
| Ana María Dellai | Lesiklás         |          |          |          |          | 2:00,3     | 28.        |
| Ana María Dellai | Műlesiklás       | 1:14,4   | 24.      | 1:15,3   | 32.      | 2:29,7     | 29.        |
| Ana María Dellai | Óriás-műlesiklás |          |          |          |          | 2:29,7     | 31.        |

* - egy másik versenyzővel azonos eredményt ért el

## Bob
| Versenyző                                                  | Versenyszám | 1. futam | 1. futam | 2. futam | 2. futam | 3. futam | 3. futam | 4. futam | 4. futam | Összesítés | Összesítés |
| Versenyző                                                  | Versenyszám | Idő      | Hely.    | Idő      | Hely.    | Idő      | Hely.    | Idő      | Hely.    | Idő        | Helyezés   |
| ---------------------------------------------------------- | ----------- | -------- | -------- | -------- | -------- | -------- | -------- | -------- | -------- | ---------- | ---------- |
| Carlos Tomasi Robert Bordeu Carlos Sareisian Héctor Tomasi | Négyes      | 1:20,15  | 13.      | 1:19,81  | 6.       | 1:19,35  | 10.      | 1:19,54  | 7.       | 5:18,85    | 8.         |